# Sobědruhy
Sobědruhy (deutsch Soborten) ist ein Stadtteil von Teplice in der Tschechien.

## Geografische Lage
Soborten liegt am Fuß des Erzgebirges, unterhalb des 806 m hohen Komáří hůrka (Mückenberg) an der Alten Dresden-Teplitzer Poststraße.

## Geschichte

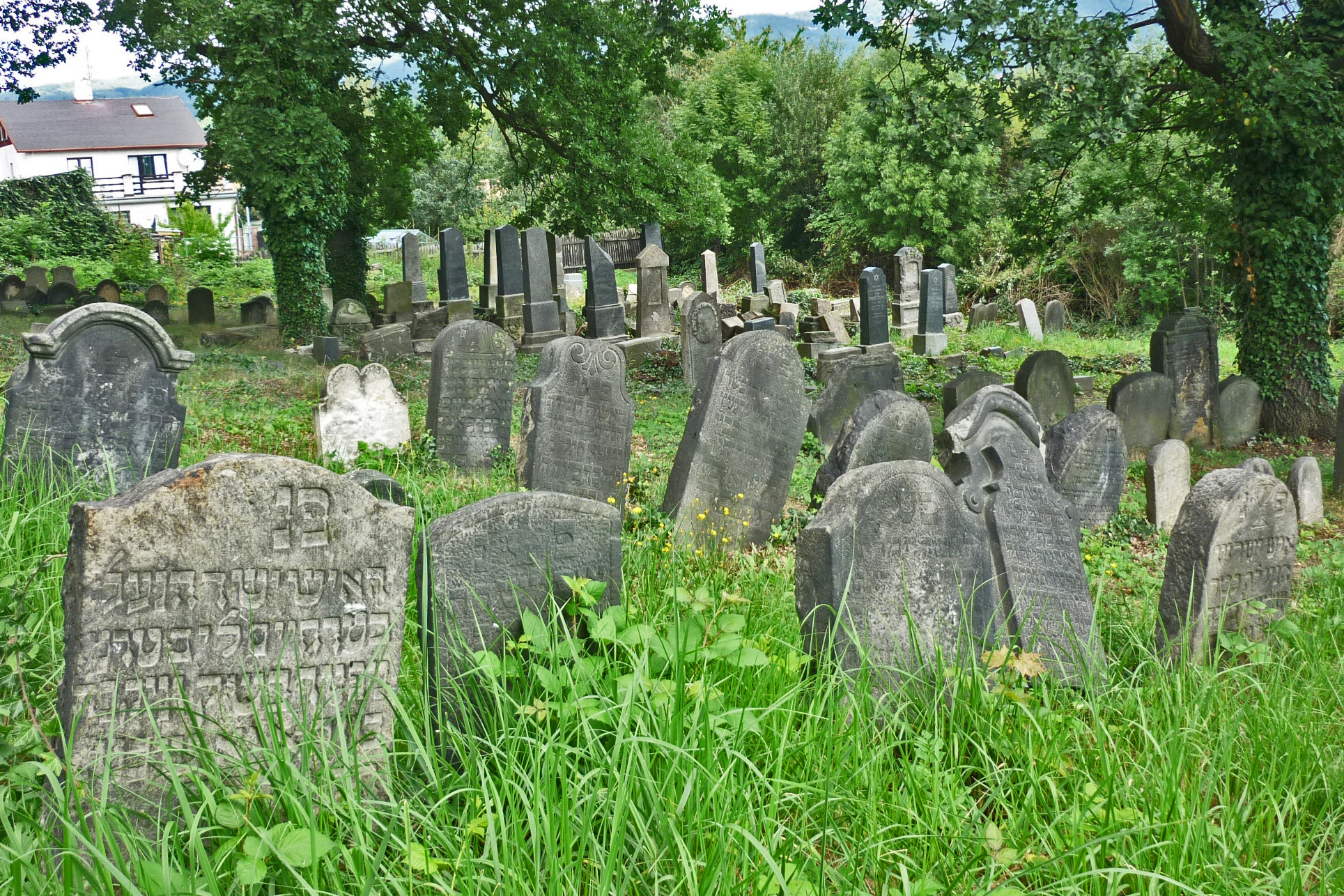
Jüdischer Friedhof

Die Jüdische Gemeinde des Ortes Soborten war vermutlich eine der ältesten in Böhmen. Sie umfasste Teile der Bezirke Teplitz, Dux und Karbitz.
Die ehemalige Synagoge des Ortes hatte einen Aufsatz, der die beiden Jahreszahlen 1553 und 1654 trägt. Sie stand in der Judengasse (später Tempelstraße, heute Stará Ulice) und wurde im Jahre 1958 abgerissen.
Der noch heute vorhandene jüdische Friedhof wurde bis 1751 für die Beerdigung von Juden aus Dresden benutzt.
Im Jahr 1980 wurde Sobědruhy nach Teplice eingemeindet.

## Entwicklung der Einwohnerzahl
| Jahr | Einwohnerzahl |
| ---- | ------------- |
| 1869 | 860           |
| 1880 | 1257          |
| 1890 | 1420          |
| 1900 | 1929          |
| 1910 | 2156          |

| Jahr | Einwohnerzahl |
| ---- | ------------- |
| 1921 | 2017          |
| 1930 | 2189          |
| 1950 | 1719          |
| 1961 | 1822          |
| 1970 | 1577          |

| Jahr | Einwohnerzahl |
| ---- | ------------- |
| 1980 | 1265          |
| 1991 | 1010          |
| 2001 | 1031          |
| 2011 | 1110          |